# Gaoping (Nanchong)

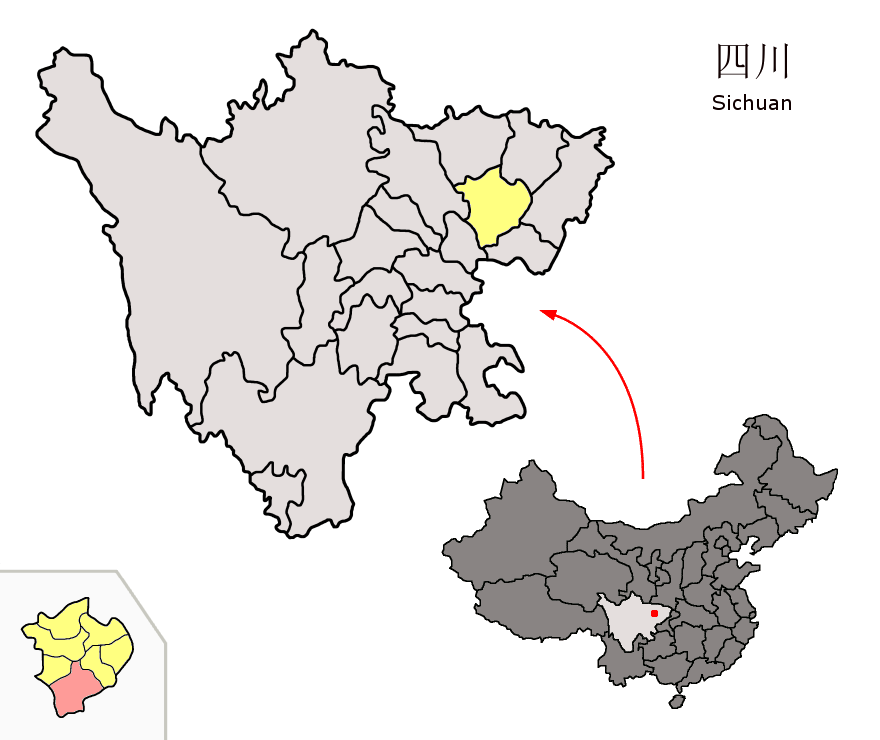
Lage des Gebietes der drei Stadtbezirke (rosa) von Nanchong (gelb).

Der Stadtbezirk Gaoping (chinesisch 高坪区, Pinyin Gāopíng Qū) ist ein Stadtbezirk der bezirksfreien Stadt Nanchong im Nordosten der südwestchinesischen Provinz Sichuan. Er hat eine Fläche von 813 km² und zählt 570.415 Einwohner (Stand: Zensus 2020).

## Administrative Gliederung
Auf Gemeindeebene setzt sich der Stadtbezirk aus sieben Straßenvierteln, 12 Großgemeinden und 13 Gemeinden zusammen. 